# La Pierre-qui-vire (La Rochepot)

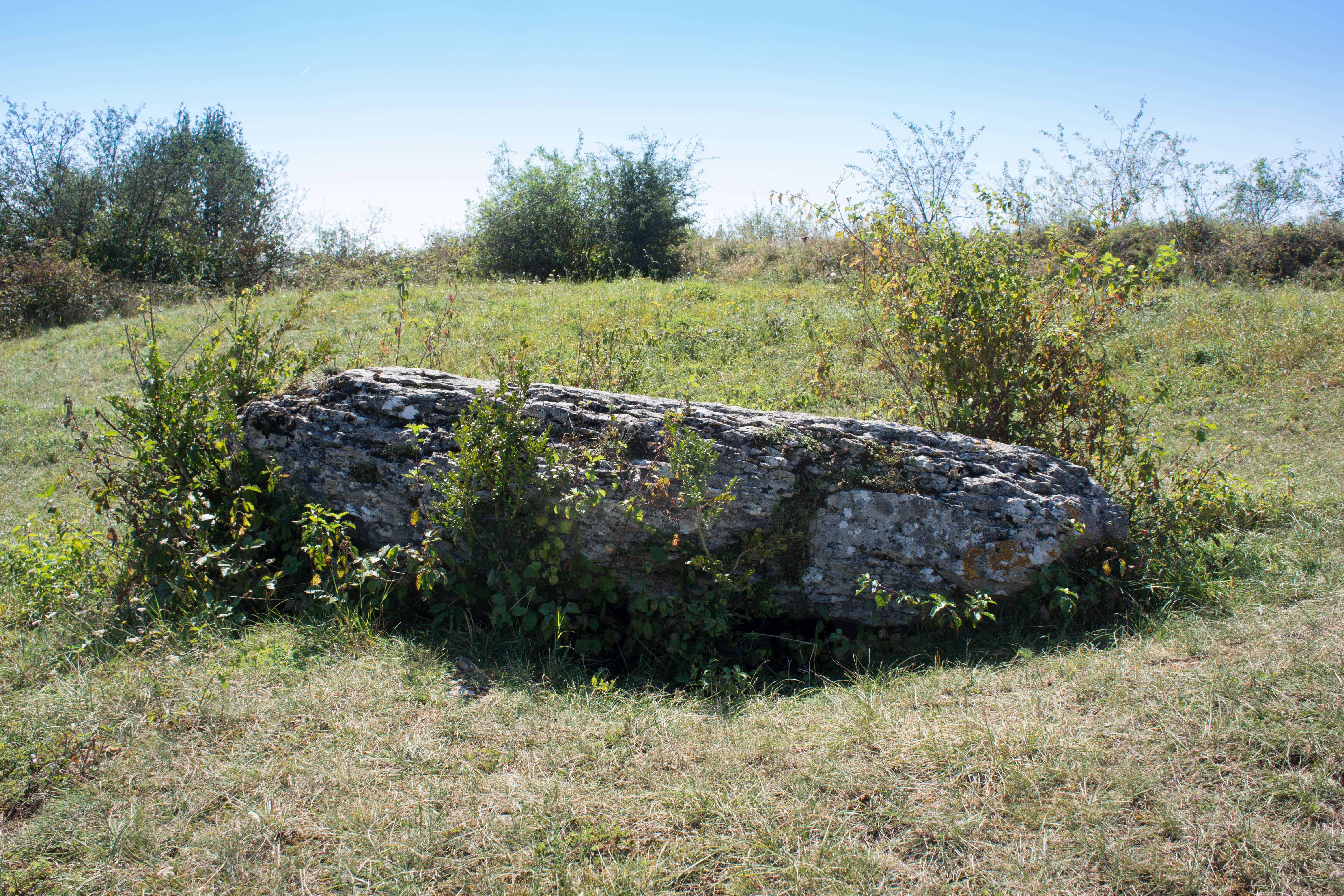
Der Dolmen La Pierre-qui-vire bei La Rochepot

Der Dolmen La Pierre-qui-vire (deutsch der Stein, der sich dreht) liegt auf dem Gebiet der Gemeinde La Rochepot in der Nähe der Burg La Rochepot im Département Côte-d’Or in der Region Burgund in Frankreich. Dolmen ist in Frankreich der Oberbegriff für Megalithanlagen aller Art (siehe: Französische Nomenklatur).
Der einfache Dolmen (französisch Dolmen simple) besteht aus einer großen, etwa herzförmigen Deckenplatte, die in Hanglage nahezu ebenerdig auf zwei unterschiedlich (3,0 bzw. 2,2 m) langen Tragsteinen ruht. 
Um den Dolmen rankt sich eine Legende, nach der sich der Deckstein zu bestimmten Anlässen um sich selbst dreht.